# Catalina de Brandeburgo-Küstrin
Catalina de Brandeburgo-Küstrin (en alemán: Katharina von Brandenburg-Küstrin; Küstrin, 10 de agosto de 1549-Cölln, 30 de septiembre de 1602) fue una margravina de Brandeburgo-Küstrin por nacimiento, y electora consorte de Brandeburgo por matrimonio.

## Biografía
Catalina era la menor de las dos hijas del margrave Juan de Brandeburgo-Küstrin (1513-1571) de su matrimonio con Catalina (1518-1574), hija del duque Enrique II de Brunswick-Wolfenbüttel.
El 8 de enero de 1570 se casó con Joaquín de Brandeburgo, posterior elector Joaquín Federico I de Brandeburgo (1546-1608) en Küstrin. Debido al matrimonio, su marido no pudo reclamar el puesto de obispo de la Archidiócesis católica de Magdeburgo y el Papa Pío V presentó una solicitud al emperador Maximiliano I para su destitución.
Catalina intentó mejorar la vida de pobres y necesitados. Construyó una lechería en Wedding y vendió sus productos en el Molkenmarkt ("Mercado de Leche"), una plaza en Berlín. Usó los beneficios para financiar una farmacia en el Stadtschloss que proporcionaba medicinas gratis a aquellos en necesidad.
Catalina murió el 30 de septiembre de 1602. El 13 de octubre, fue enterrada en la cripta de los Hohenzollern (ahora parte de la Catedral de Berlín).

## Descendientes
De su matrimonio con Joaquín Federico, Catalina tuvo los siguientes hijos:
- Juan Segismundo (8 de noviembre de 1572-23 de diciembre de 1619), elector de Brandeburgo. Casado en 1594 con la princesa Ana de Prusia (1576-1625).
- Ana Catalina (26 de junio de 1575-29 de marzo de 1612), casada con el rey Cristián IV de Dinamarca (1577-1648).
- Una hija (1576-1576).
- Juan Jorge (16 de diciembre de 1577-2 de marzo de 1624), duque de Jägerndorf. Casado con Eva Cristina (1590-1657), hija del duque Federico I de Wurtemberg y de Sibila de Anhalt.
- Augusto Federico (16 de febrero de 1580-23 de abril de 1601).
- Alberto Federico (29 de abril de 1582-3 de diciembre de 1600).
- Joaquín (13 de abril de 1583-10 de junio de 1600).
- Ernesto (13 de abril de 1583-18 de septiembre de 1613).
- Bárbara Sofía (16 de noviembre de 1584-13 de febrero de 1636), casada en 1609 con el duque Juan Federico de Wurtemberg (1582-1628).
- Una hija (1585-1586).
- Cristián Guillermo (28 de agosto de 1587-1 de enero de 1665), arzobispo y después administrador de Magdeburgo. Casado en primeras nupcias en 1615 con la princesa Dorotea de Brunswick-Wolfenbüttel (1596-1643), en segundas nupcias en 1650 con la condesa Bárbara Eusebia de Martinice (m. 1656), y en terceras nupcias en 1657 con la condesa Maximiliana de Salm-Neuburg (1608-1663).